# Nedjalka Mihova
Nedjalka Mihova, Недялка Николова Михова (Kardzsali, 1929. november 24. – Szófia, 1995. június 3.) bolgár filozófus, tudományos-fantasztikus írónő.

## Élete
A Szófiai Ohridi Szent Kelemen Egyetemen végzett 1955-ben, ezután a Bolgár Tudományos Akadémia Filozófiai Intézetben technikai asszisztensként, később kutatóként és vezető kutatóként dolgozott. Doktori disszertációját 1969-ben védte meg, munkája címe Потребность и случайность volt. 1973-tól docens, 1986-tól tudományos főmunkatárs, négy végzős egyetemi hallgató kutatásvezetője volt. 1990-ben a Диалектический синтез – основа человеческих знаний (Dialektikus szintézis – az emberi tudás alapja) nevű problémacsoportot vezette. 1992-ben a Filozófiai Intézet Akadémiai Tanácsának tagja lett.  
1973-ban részt vett a várnai Nemzetközi Filozófiai Kongresszuson, valamint az 1974-ben Moszkvában megrendezett Nemzetközi Hegel-kongresszuson. Tudományos életműve négy monográfiát, valamit több mint ötven tanulmányt és cikket tartalmaz. 
Tagja volt Bolgár Írószövetségnek. Néhány, a vitorlázással kapcsolatos cikkét Nedjalka Vodenicsarova (Недялка Воденичарова) álnév alatt jelentette meg. 
Az 1960-as évek elején jelentkezett először fantasztikus novellákkal. 1969-ben Звёзды становятся ближеcímű regénye a jövő emberéről, az idegen intelligenciával való találkozásról, a jövő társadalmi, illetve a társadalom egyénre gyakorolt hatásairól szól. 1989-ben jelent meg Интра című regénye, amelyben egy földi kutató tudata az Intra bolygóra kerül át. A novelláit tartalmazó Фантастические игры című antológiája 1996-ban, halála után egy évvel jelent meg.
Magyarul mindössze egyetlen elbeszélése jelent meg a Galaktika 29. számában 1978-ban, Felderítők címmel.